# HTL Wien 10

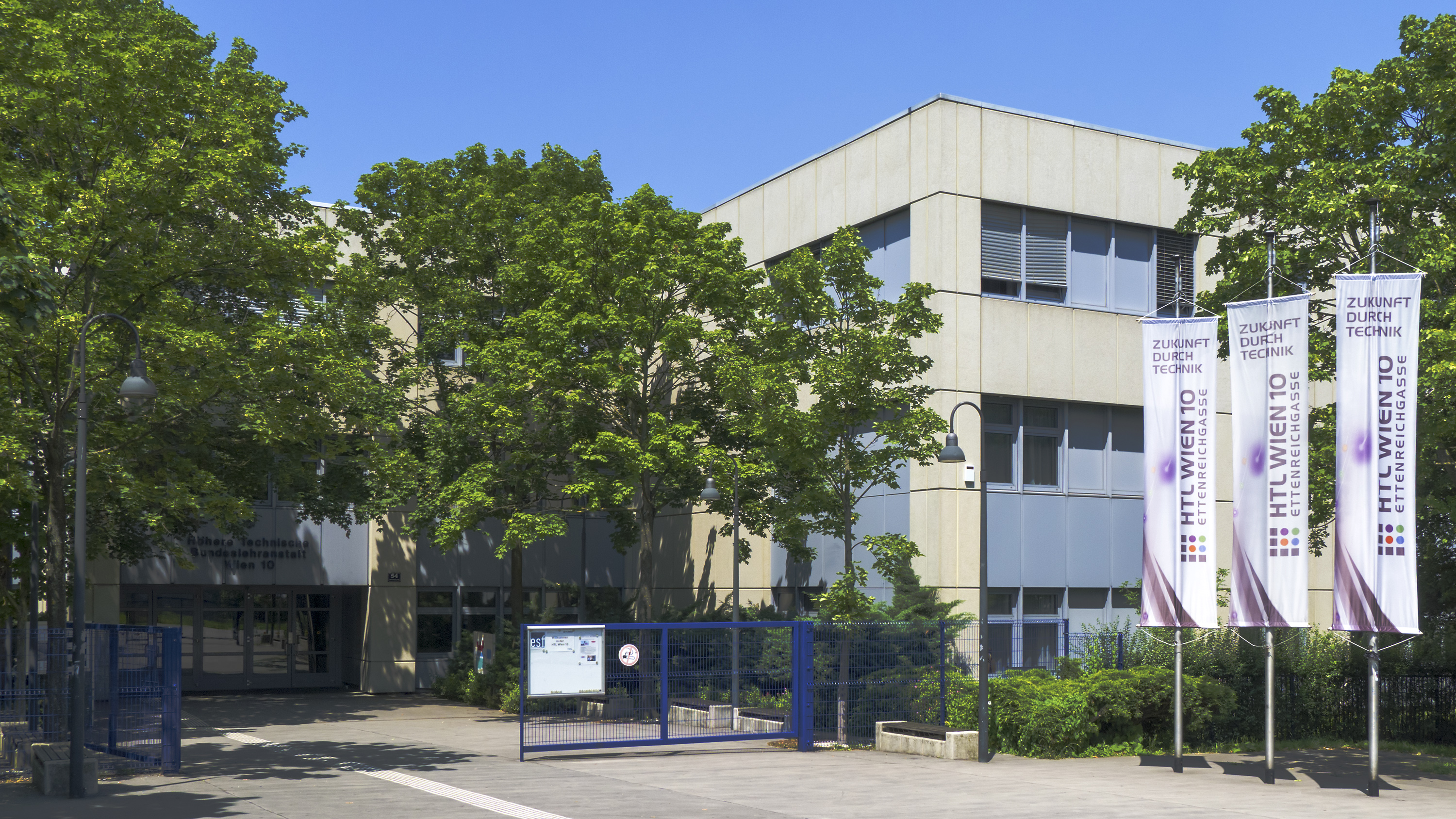
Eingangsbereich der HTL Wien 10

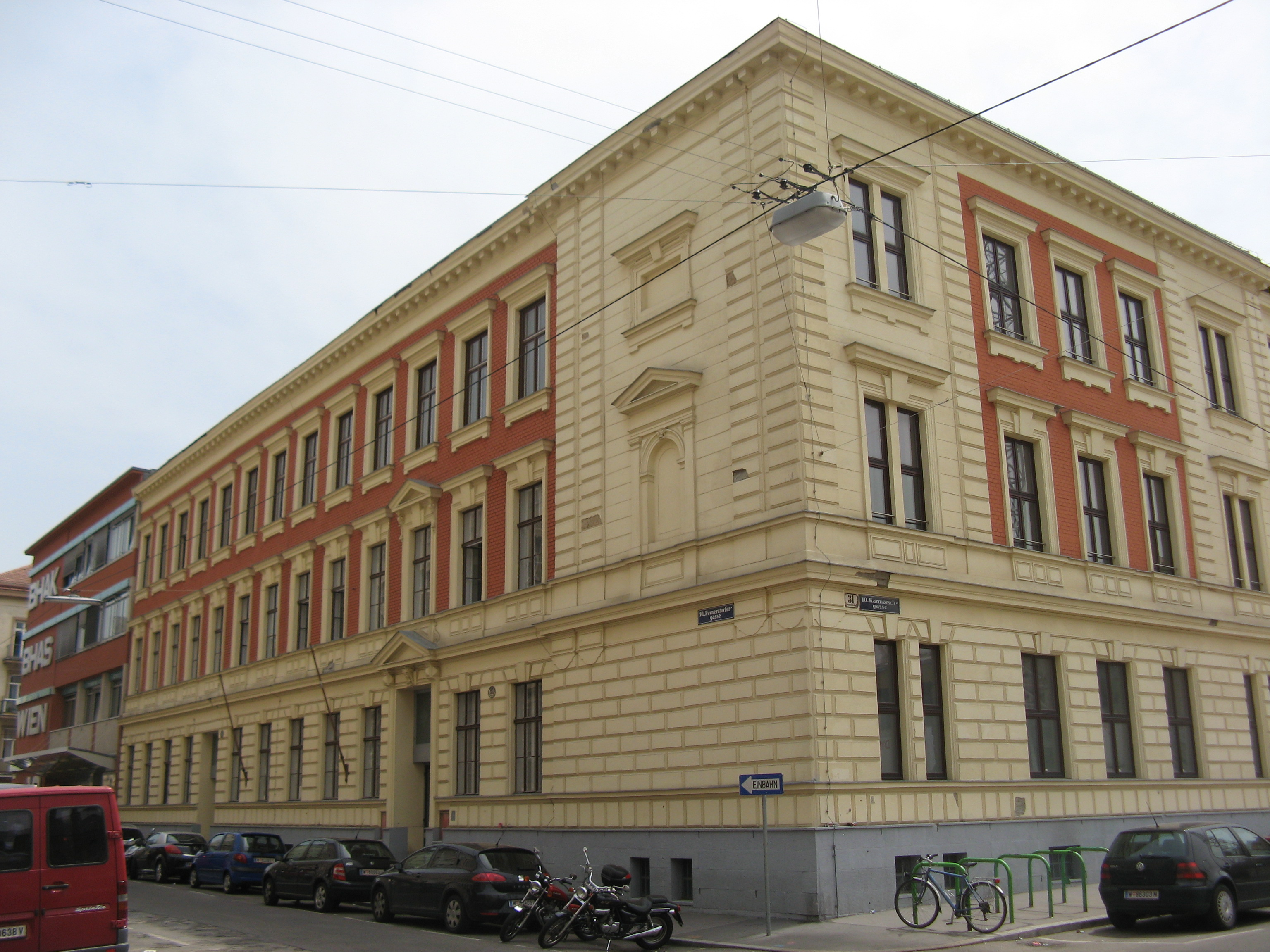
Gründungsschulgebäude als Werkmeisterschule, heute denkmalgeschützter Altbau der Bundeshandelsakademie und Bundeshandelsschule Favoriten

Die HTL Wien 10 ist eine Höhere Technische Lehranstalt in der Ettenreichgasse 54 in Wien-Favoriten (10. Bezirk).

## Geschichte
Der Politische Geselligkeitsverein im X. Bezirke der Stadt Wien machte am 6. August 1884 eine Eingabe für die Errichtung einer Staatsgewerbeschule im X. Bezirke beim Handelsministerium. Der Geselligkeitsverein trat dabei für die Gewerbetreibenden einer rasch expandierten Industrie im Bezirk auf. Die staatlichen Stellen hatten Verständnis für die Eingabe, zumal die Staatsgewerbeschule in der Schellinggasse überlaufen war und zahlreiche Schüler mit Wohnsitz in Favoriten in angrenzenden Bezirken zur Schule gehen mussten. Zur Finanzierung war die Stadt Wien wie auch die niederösterreichischen Nachbargemeinden anfangs nicht bereit. Am 5. März 1886 fasste der Wiener Gemeinderat den Beschluss, ein Areal am Erlachplatz anzukaufen, und verpflichtete sich, das Schulgebäude zu betreiben und zu erhalten. Der an der Staatsgewerbeschule in der Schellinggasse unterrichtende Professor Johann Hauptfleisch erhielt den Auftrag, ein Bauprogramm für eine Werkmeisterschule mit mechanisch technischer Richtung, mit einer mechanischen Lehrwerkstätte und einer gewerblichen Fortbildungsschule zu entwickeln. Nachdem das Bauprogramm aus finanziellen Gründen reduzierte worden war, wurde der Direktor des Staatsgewerbeschule in der Schellinggasse Architekt Camillo Sitte mit der Ausarbeit der Baupläne beauftragt. Die Bauausführung wurde mit August 1889 im Zeitplan fertig. Johann Hauptfleisch, als provisorischer Leiter in Aussicht genommen, bearbeitete die Anstellung der Lehrer. Bezüglich der Einrichtung der Schule war Hauptfleich weitgehend auf Schenkungen angewiesen und wurde dabei Professor Johann Arzberger von der Technischen Hochschule unterstützt. Am 31. August 1889 wurde die Schule eröffnet.
Bereits 1890 wurde an eine Erweiterung der Schule mit der Errichtung von Spezialabteilungen für Elektrotechnik und einer Müllerei, und die Lehrwerkstätte mit einer Formerei, eine Gießerei und eine Modelltischlerei ergänzt werden, und am 14. September 1894 wurde die fertige Erweiterung abgenommen. Danach erbat Hauptfleisch den Ankauf weiterer Grundstücke bei der Schule für zukünftige Erweiterungen. Dem wurde nicht entsprochen. Carl Hochenegg inspizierte 1901 die Schule mit viel Lob. Mit einem Schreiben von Bürgermeister Karl Lueger an den Unterrichtsminister wurde der Baubeginn einer Aufstockung zum 26. November 1906 mitgeteilt.

## Allgemeines
Die HTL Wien 10 bildet bereits seit dem Jahr 1889 Techniker aus – damals noch unter dem Namen „k. u k. Staatsgewerbeschule“ für Berufsbilder wie Schiffsmaschinist oder Werkmeister für Elektrotechnik. Heutzutage liegt der Schwerpunkt der Ausbildung auf den Bereichen Elektronik, Energietechnik, Maschinenbau und Mechatronik.
Die Schule besteht aus folgenden Abteilungen mit diesen Ausbildungszweigen:
| Abteilung                            | Höhere Abteilung                                      | Fachschule                    | Kolleg                                        | Vorstand               |
| ------------------------------------ | ----------------------------------------------------- | ----------------------------- | --------------------------------------------- | ---------------------- |
| Elektronik und technische Informatik | Höhere Abteilung Elektronik und Technische Informatik | Fachschule für Elektronik     | Kolleg für Elektronik Informationstechnologie | Christian Pöllendorfer |
| Elektrotechnik                       | Höhere Abteilung Elektrotechnik                       | Fachschule für Elektrotechnik | Kolleg für Elektrotechnik                     | Johannes Dorfner       |
| Maschinenbau                         | Höhere Abteilung Maschinenbau                         | Fachschule für Maschinenbau   | Kolleg für Maschineningenieurswesen           | Walter Petrin          |
| Mechatronik                          | Höhere Abteilung Mechatronik                          |                               |                                               | Walter Petrin          |

Die Schule wird von Stefan Wenka geleitet, die Werkstätte von Josef Posch.

## Ausbildungen
Höhere Lehranstalt

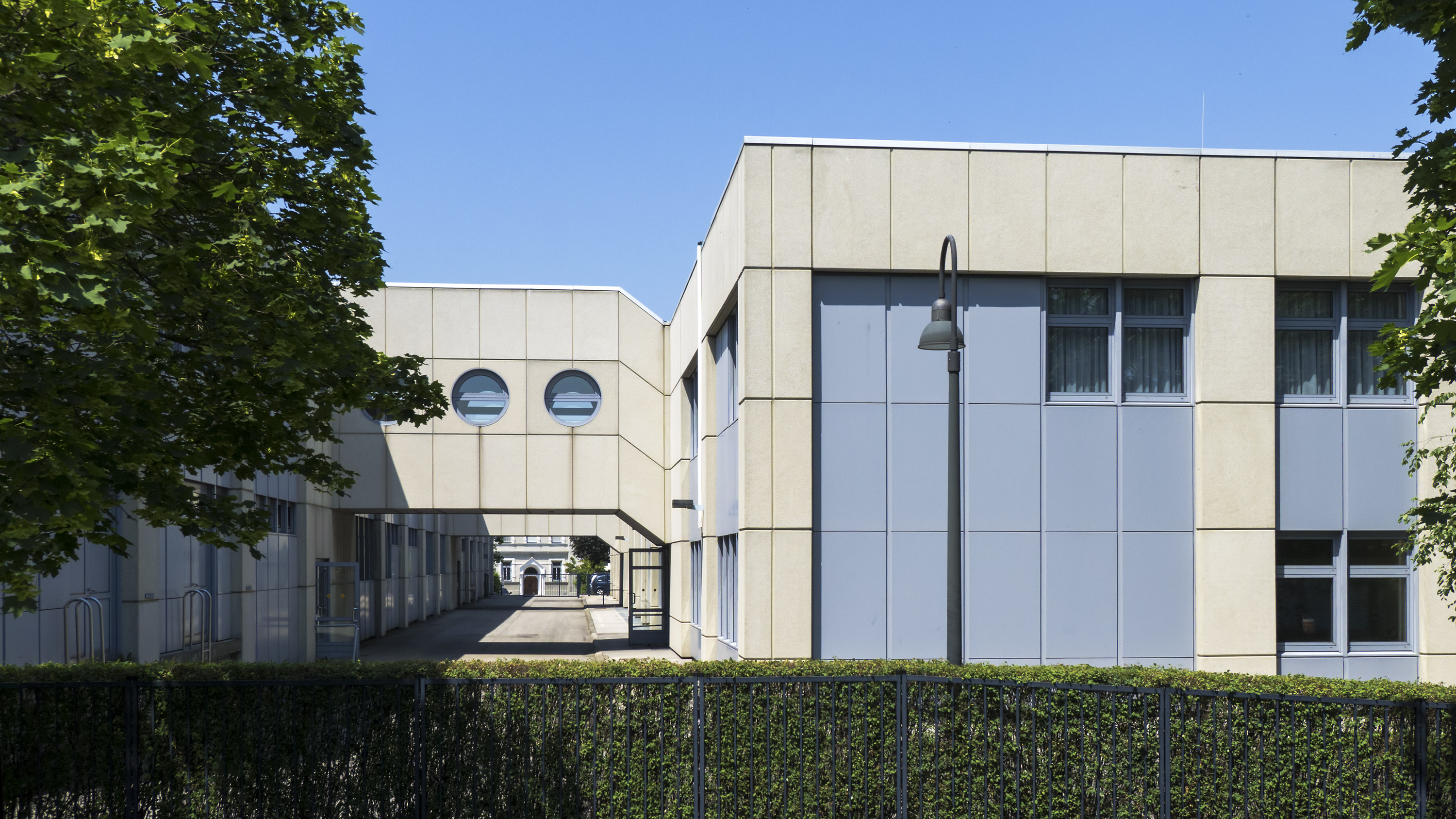
Labor- und Werkstatttrakt

5 Jahre mit Reife- und Diplomprüfung, für Elektrotechnik, Elektronik und Technische Informatik, Maschineningenieurwesen, Umwelttechnik, Mechatronik.
Die Ausbildung an den Höheren Lehranstalten dauert fünf Jahre und schließt mit einer Reife- und Diplomprüfung ab. Mit dieser erlangen die Absolventen eine Anzahl von Gewerbeberechtigungen, die Unternehmerprüfung sowie die Studienberechtigung für Fachhochschul-Studiengänge (unter Anrechnung einschlägiger Vorkenntnisse) und Universitäten. Die Absolventen der Höheren Lehranstalten sind dank ihrer umfangreichen theoretischen und praktischen Ausbildung für den sofortigen Einsatz als mittlere oder höhere Führungskräfte prädestiniert. Nach dreijähriger facheinschlägiger Berufspraxis wird ihnen über Antrag die Standesbezeichnung „Ingenieur“/„Ingenieurin“ zuerkannt.
Fachschule
4 Jahre mit Abschlussprüfung, für Elektrotechnik, Elektronik, Maschinen- und Anlagentechnik.
Die Ausbildung an den Fachschulen dauert vier Jahre und endet mit einer Abschlussprüfung, die gewerbliche Begünstigungen nach sich zieht, die Unternehmerprüfung ersetzt und den Zugang zu weiterführenden Bildungseinrichtungen eröffnet. Eine Weiterqualifizierung ist z. B. mit der Berufsreifeprüfung oder einem Aufbaulehrgang sowie dem anschließenden Besuch einer Fachhochschule oder einer Universität möglich.
Kolleg/Aufbaulehrgang
4 Semester mit Reife- und Diplomprüfung, für Elektronik-Informationstechnologien, Maschineningenieurwesen-Automatisierungstechnik.
Das/der viersemestrige Kolleg/Aufbaulehrgang ist Absolventen einer AHS, eines Vorbereitungslehrgangs oder einschlägiger Fachschulen zugänglich und führt zur Diplomprüfung bzw. Reife- und Diplomprüfung (mit den vorstehend erwähnten Berechtigungen).

## Stromerzeugung am Dach der HTL Wien 10

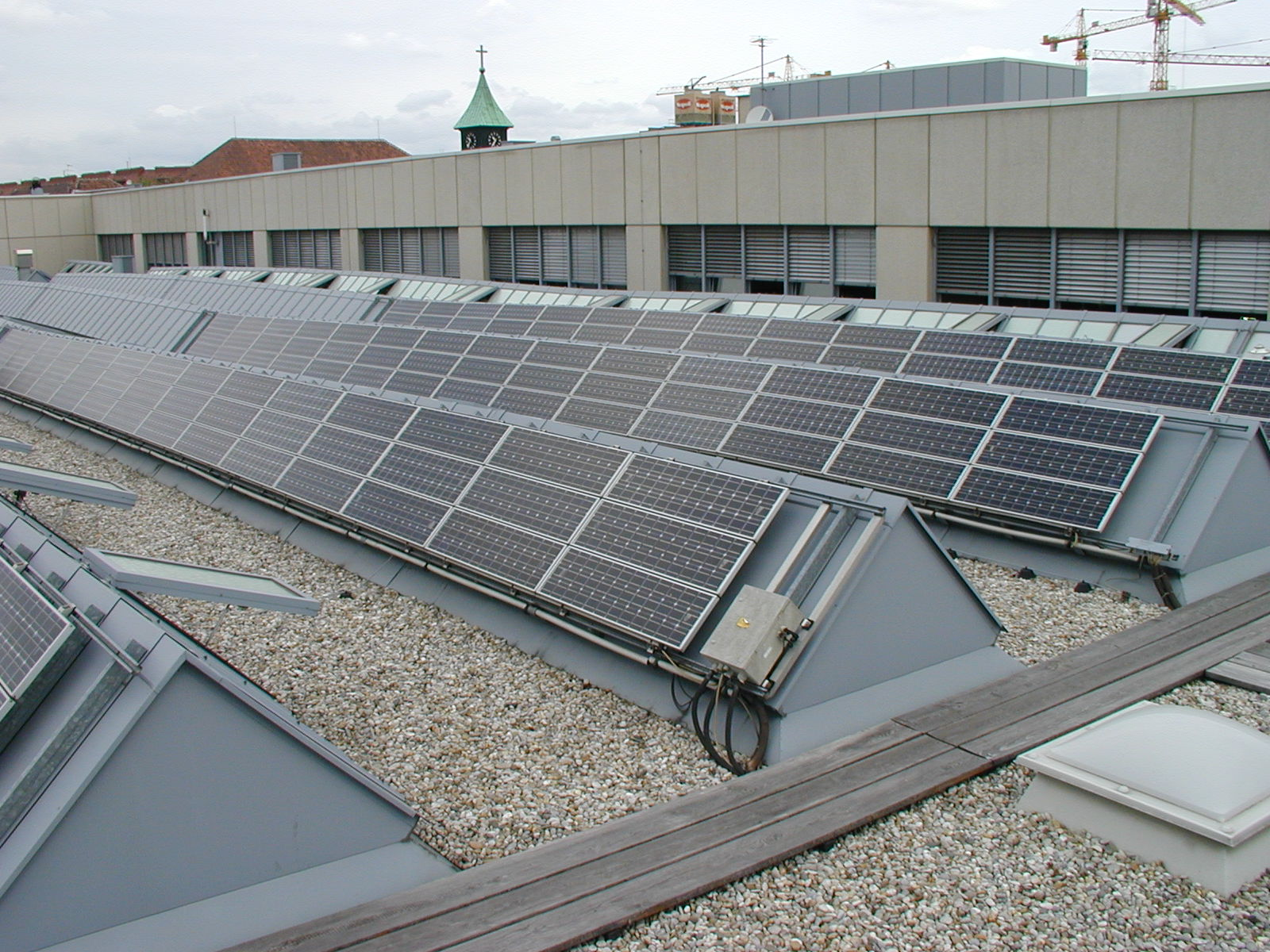
10 kW Photovoltaikanlage am Dach der HTL Wien 10

Am Dach der HTL Wien X befinden sich mehrere Anlagen zur alternativen Stromerzeugung:

### 10 kW Photovoltaikanlage
Die Anlage ist eine der ältesten netzgekoppelten Anlagen in Wien und wurde im September 1989 anlässlich der 100-Jahr-Feier der Schule in Betrieb genommen.
Technische Daten:
- 196 monokristalline Solarmodule in Südlage mit 45° Dachneigung fix montiert
- aktive Fläche 84 m²
- Maximalleistung 10 kW
- jährliche Energielieferung beträgt durchschnittlich 8.500 kWh (entspricht 3 Haushalten)
- netzgekoppelter Betrieb; die von der Schule nicht benötigte Energie wird ins öffentliche Netz eingespeist (Ferien)
- seit 1989 wurden 181.000 kWh Solarenergie erzeugt (Stand 11/2012)

### 255 kW Photovoltaikanlage
Die Anlage wurde 2014 von Wien-Energie in Form eines Bürgersolarkraftwerks in Betrieb genommen.
Technische Daten:
- 1021 kristalline 6″ Zellen in Form eines Glas-Folie-Laminats mit je 250 W
- aktive Fläche 1633 m²
- 255,25 kW Spitzenleistung
- 255 MWh Stromertrag pro Jahr
- deckt ca. 70 % des Schulbedarfs
- könnte ca. 100 Haushalte versorgen

### 5 kW Übungsanlage
Wurde 2015 in Betrieb genommen

### 600 W Windkraftwerk
Wurde 2014 in Betrieb genommen

## Leitung
- 1889–1908 Johann Hauptfleisch
- 1908–1912 Karl Schedlbauer
- 1912–1918 August Grau
- 1919–1923 Arthur Koch
- 1924–1938 Rudolf Hedrich
- 1938–1940 Gustav Wagner
- 1940–1941 Rudolf Murauer
- 1941–1945 Willibald Cerny
- 1945–1953 Franz Eigl
- 1954–1966 Herbert Traunmüller
- 1967–1979 Karl Hailzl
- 1980–1986 Hermann Veit
- 1987–2009 Peter Israiloff
- 2009–2010 Wilhelm Bonatz, interimistisch
- seit 2010 Stefan Wenka